# RoboSapien
RoboSapien es un juguete robótico con forma humana diseñado por Mark Tilden y producido por WowWee Ltd. El RoboSapien esta preprogramado con algunos movimientos y puede ser controlado un mando a distancia vía infrarrojos (incluido con el robot), por un ordenador con un puerto de infrarrojos o por una PDA con infrarrojos.
El mando a distancia tiene 21 botones a lo que hay que sumar dos modos de botón Shift que dan lugar a 67 comandos para el robot accesibles.

## Descripción
El robot es capaz de andar sin tener que usar ruedas. También puede coger algunos objetos con la mano y tirarlos. Además incluye un altavoz interno que permite que suenen diferentes sonidos dependiendo de las acciones.
El robot fue lanzado en 2004 y fue la estrella de las navidades de 2004 con más 1,5 millones de unidades vendidas entre abril y diciembre de 2004.

## Mods
Mark Tilden diseño el RoboSapien de manera que fuera fácilmente modificable. Los componentes electrónicos internos son fácilmente reconocibles. Una comunidad de hackers ha añadido nuevas funcionalidades al robot. Las mejoras más comunes son: añadir una cámara de vídeo conectada a internet, un panel de texto con LEDs, una pistola de balines y síntesis de voz. Un ejemplo de estas modificaciones es el partido de fútbol que se disputó en 2005 en Alemania usando unos RoboSapien modificados para controlarse automáticamente ayudados por una cámara.

## Variantes
En enero de 2007 se presentaron dos nuevos RoboSapien: Spider-Man y Homer Simpson.
Otros animales y robots han sido creados siguiendo el legado de RoboSapien como, por ejemplo, RoboSapien V2, RoboRaptor, RoboBoa y RoboPet. En 2013 WowWee presentó el RoboSapien X, una variante del RoboSapien que puede ser controlado con dispositivos Android e iOS.

## Especificaciones
- Longitud:  31,75 cm
- Altura: 34,3 cm
- Anchura: 15 cm
- Peso: 2,27 kg

## Película
En el 2007, WowWee anunció sus intenciones de producir una película con RoboSapien como protagonista. La película se llamó finalmente Robosapien: Rebooted (también conocida como Cody el RoboSapien) y se estrenó el 28 de mayo de 2013 en EE. UU.. La película fue dirigida por Sean McNamara y sus guionistas fueron Avi Arad y Max Botkin.